# 徐丹丹
徐丹丹（1992年8月1日—），原名洪雅雯，台灣創作型女歌手，出生於臺灣新北市，2019年參加浙江衛視中國好聲音，以清亮乾淨嗓音和獨特咬字唱腔得到導師李榮浩的青睞，驚豔轉身加入戰隊，成為李榮浩戰隊學員，並且以冠軍戰隊佳績，站上北京鳥巢舞台開唱。2020年主持香港ViuTV節目《靠把口搵食》與香港男歌手李拾壹搭檔介紹台灣美食。

### 迷你專輯 (EP)
| 曲目         | 作曲          | 作詞   | 發行日期＆發行公司       |
| ------------ | ------------- | ------ | ------------------------ |
| 《一起走吧》 | 徐丹丹        | 徐丹丹 | 2018年7月23日 酷狗音樂。 |
| 《冷暴力》   | 徐丹丹.李拾壹 | 徐丹丹 | 2020年10月27日KKFARM。   |

## 參賽經歷
- 2012 超級偶像 終極十強決定賽 - 擔任踢館魔王
- 2013 台北大學北韻獎 第三名
- 2013 我要當歌手節目選手 連續晉級五關
- 2015 NICE PON PON 澎澎沐浴乳創作比賽  第一名
- 2019 中國好聲音 李榮浩戰隊（冠軍戰隊）十二強學員

## 外部連結
- 徐丹丹的Facebook專頁
- 徐丹丹的Instagram帳戶
- 徐丹丹的新浪微博
- YouTube上的徐丹丹頻道